# Вентизери
Вентизери (фр. Ventiseri, корс. Ventisari) — коммуна во Франции, находится в регионе Корсика. Департамент коммуны — Верхняя Корсика. Входит в состав кантона Прунелли-ди-Фьюморбо. Округ коммуны — Корте.
Код INSEE коммуны — 2B342.

## Население
Население коммуны на 2008 год составляло 2190 человек.
| 1962 | 1968 | 1975 | 1982 | 1990 | 1999 | 2008 |
| ---- | ---- | ---- | ---- | ---- | ---- | ---- |
| 1029 | 1314 | 1280 | 1702 | 2005 | 2023 | 2190 |

## Экономика
В 2007 году среди 1503 человек в трудоспособном возрасте (15—64 лет) 948 были экономически активными, 555 — неактивными (показатель активности — 63,1 %, в 1999 году было 64,3 %). Из 948 активных работали 824 человека (508 мужчин и 316 женщин), безработных было 124 (37 мужчин и 87 женщин). Среди 555 неактивных 130 человек были учащимися или студентами, 110 — пенсионерами, 315 были неактивными по другим причинам.